# A370 (Росія)
Автошлях A370 або Автомагістраль «Уссурі» — автомобільна дорога федерального значення в Росії. Більша частина дороги від Хабаровська до Уссурійська входить до складу азійського маршруту АН30, ділянка від Уссурійська до Владивостока належить до маршруту АН6. Протяжність автомагістралі — 760 км. До 31 грудня 2017 року - Автомагістраль M60

## Маршрут

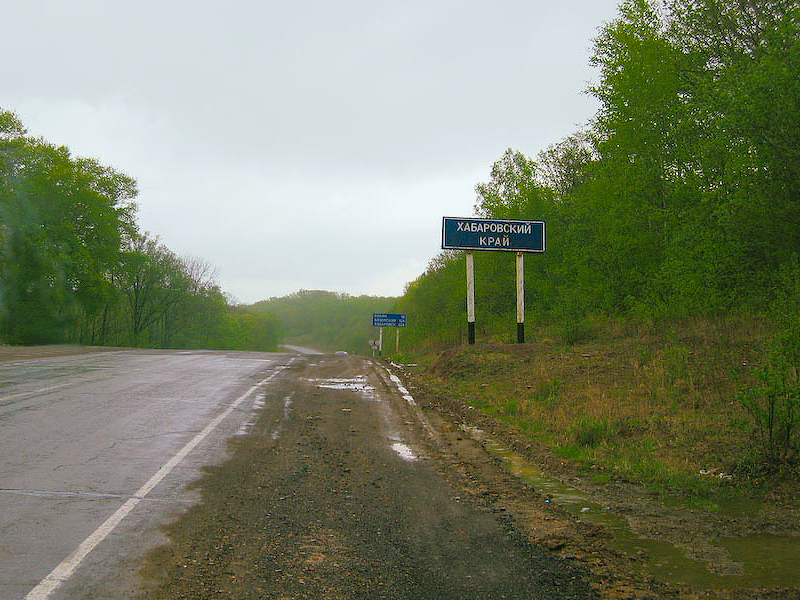
Уссурійська траса М60, кордон Хабаровського і Приморського країв

Трасса М60 прямує по території Приморського і Хабаровського країв.
Хабаровський край
0 км — Хабаровськ
65 км — Переяславка
120 км — Вяземський
220 км — Бікін
Приморський край
270 км — Лучегорськ
350 км — Дальнєрєченськ
406 км — Лісне, 10 км від Лісозаводська
432 км — Горні Ключі
450 км — Кировський
525 км — Спаськ-Дальній
644 км — Михайловка
662 км — Уссурійськ
702 км — Раздольне
738 км — Углове (місто Артем)
760 км — Владивосток